# Opius tantilloides
Opius tantilloides är en stekelart som beskrevs av Fischer 1965. Opius tantilloides ingår i släktet Opius och familjen bracksteklar. Inga underarter finns listade i Catalogue of Life.